# 犹太问题考察学会
犹太问题考察学会（德語：Institut zum Studium der Judenfrage）是纳粹德国国民教育与宣传部旗下的一個部門，受約瑟夫·戈培爾领导，始创于1934年。1939年，该学会更名为“反犹主义行动”（德語：Antisemitische Aktion）；1942年，该学会更名为“反犹太行动”（德語：Antijüdische Aktion）。
1934年，艾伯哈德·陶伯特创立了犹太问题考察学会。在原计划里，该学会将会是一个研究反犹太教、反共济会以及反自由主义意识形态的综合研究中心，但不久后，上述工作就被分派给不同机构了。由于担心对国家外交产生负面影响，国民教育与宣传部从一开始就一直在试图掩盖犹太问题考察学会隶属于德国政府这一事实。